# Камбове

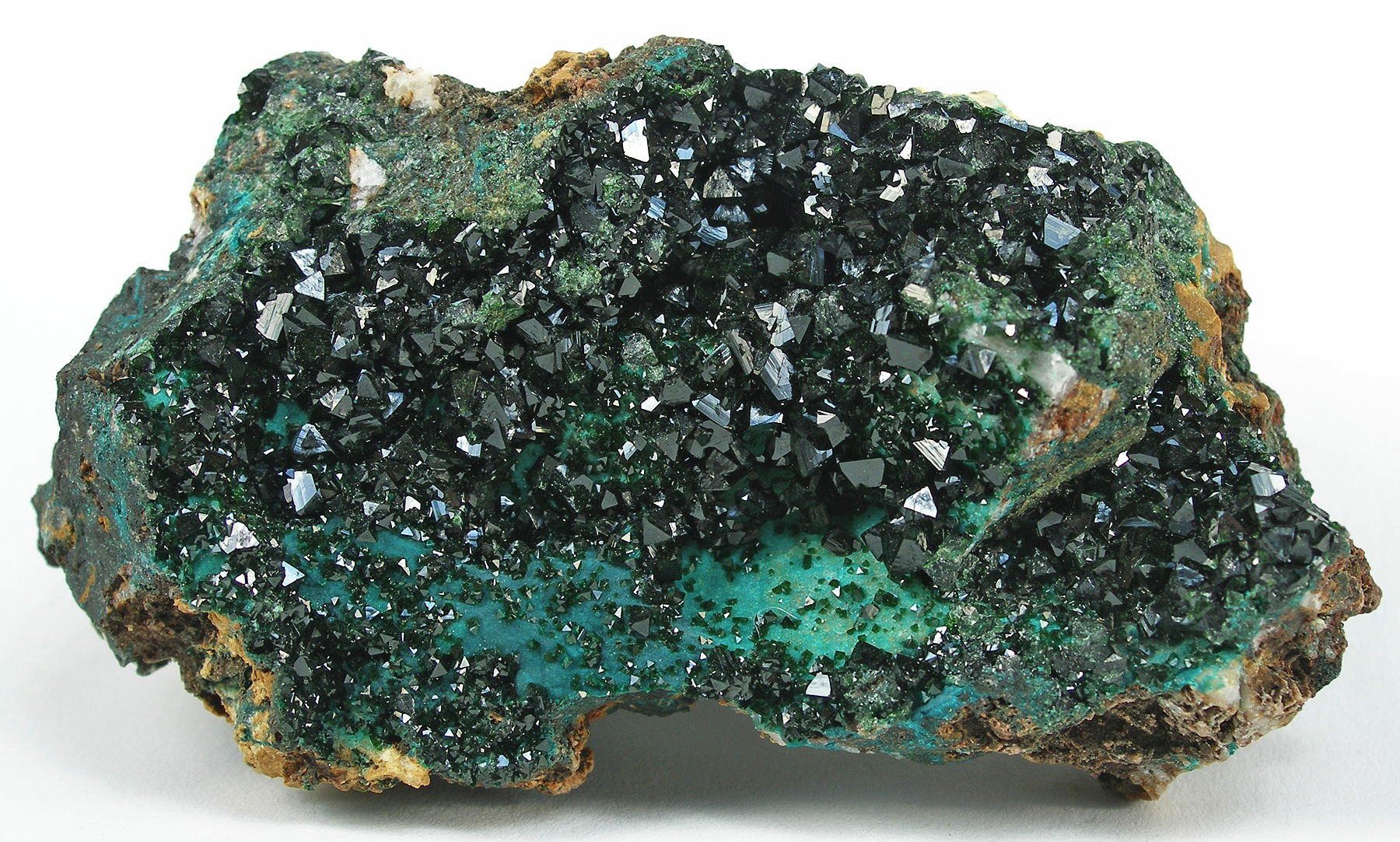
Кристал з вкрапленнями лібетеніта розміром 3 мм, видобутий в Камбове. Розміри 8,0 x 4,6 x 3,3 см

Камбове (фр. Kambove) — місто і територія в провінції Верхня Катанга Демократичної Республіки Конго.
Камбове розташоване на висоті 1457 м над рівнем моря. У 2010 році населення міста за оцінками становило 71 756 осіб.
Основу економіки міста складає видобуток кобальту.